# Szakadasz
Szakadasz (Σακάδας, Argosz, aktív Kr. e. 580 körül) ókori görög lírai költő, zeneszerző, aulosz-játékos. Nomoszokat és megzenésített elégiákat szerzett. Egyetlen műve sem maradt fenn.
Pszeudo-Plutarkhosz a Terpandrosz utáni második spártai zenei iskola vagy rendszer (katasztaszisz) képviselői között említi. Hírnevét Kr. e. 586-ban Nomosz püthikosz című szóló aulosz-kompozíciójával szerezte, amelyben az Apollón és a sárkány tusájáról szóló mítoszt dolgozta fel. A mű egyes szakaszai a viadal mozzanatait jelenítik meg. Vagy tőle, vagy Klonasztól ered az úgynevezett trimerész szerkesztési mód, amelyben minden egyes versszak más-más, dór, fríg, líd hangrendszerben szólal meg. Athénaiosz említi Szakadasz egy Iliu perszisz című, Trója bevételéről szóló munkáját is.
Működésének idejéről Pauszaniasz ad felvilágosítást, szerinte aulosz-játékával három ízben is győzelmet aratott a püthói versenyeken; e győzelmek a Kr. e. 586, 582 és 578. évekre eshettek.